# Ла-Рошет (Шаранта)
Ла-Роше́т (фр. La Rochette) — коммуна во Франции, находится в регионе Пуату — Шаранта. Департамент — Шаранта. Входит в состав кантона Ла-Рошфуко. Округ коммуны — Ангулем.
Код INSEE коммуны — 16282.
Коммуна расположена приблизительно в 380 км к юго-западу от Парижа, в 90 км южнее Пуатье, в 21 км к северо-востоку от Ангулема.

## Население
Население коммуны на 2008 год составляло 551 человек.
| 1962 | 1968 | 1975 | 1982 | 1990 | 1999 | 2008 |
| ---- | ---- | ---- | ---- | ---- | ---- | ---- |
| 398  | 401  | 422  | 436  | 445  | 442  | 551  |

## Экономика
В 2007 году среди 340 человек в трудоспособном возрасте (15—64 лет) 252 были экономически активными, 88 — неактивными (показатель активности — 74,1 %, в 1999 году было 67,8 %). Из 252 активных работали 235 человек (131 мужчина и 104 женщины), безработных было 17 (4 мужчины и 13 женщин). Среди 88 неактивных 25 человек были учениками или студентами, 37 — пенсионерами, 26 были неактивными по другим причинам.

## Достопримечательности
- Приходская церковь Сен-Себастьен (XI—XII века). Исторический памятник с 1932 года[3]
- Замок Ла-Рошет[фр.] (XVI—XVII века). Исторический памятник с 1992 года[4]
- Замок XVIII века. Исторический памятник с 1978 года[5]

## Фотогалерея

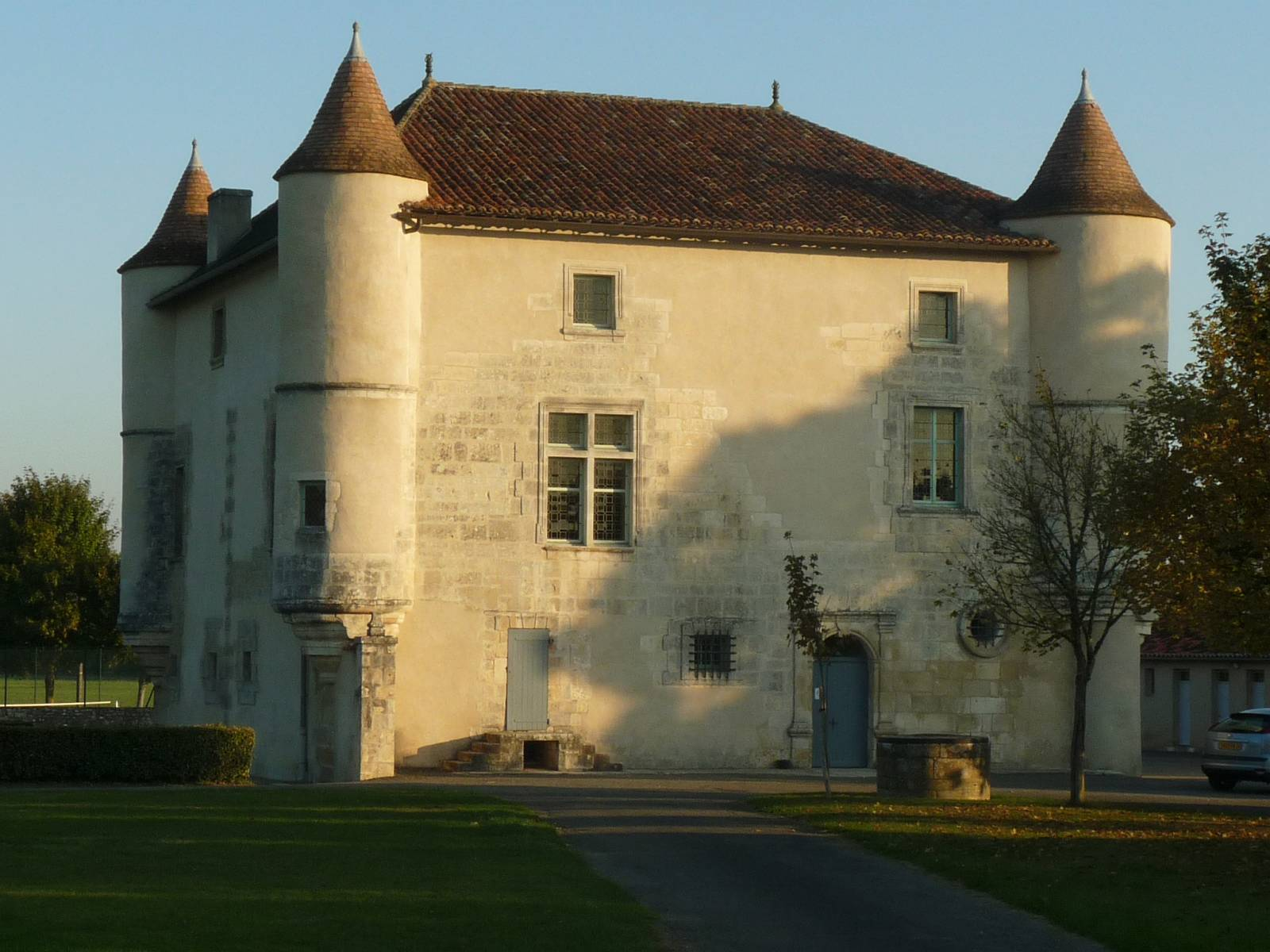
Замок Ла-Рошет
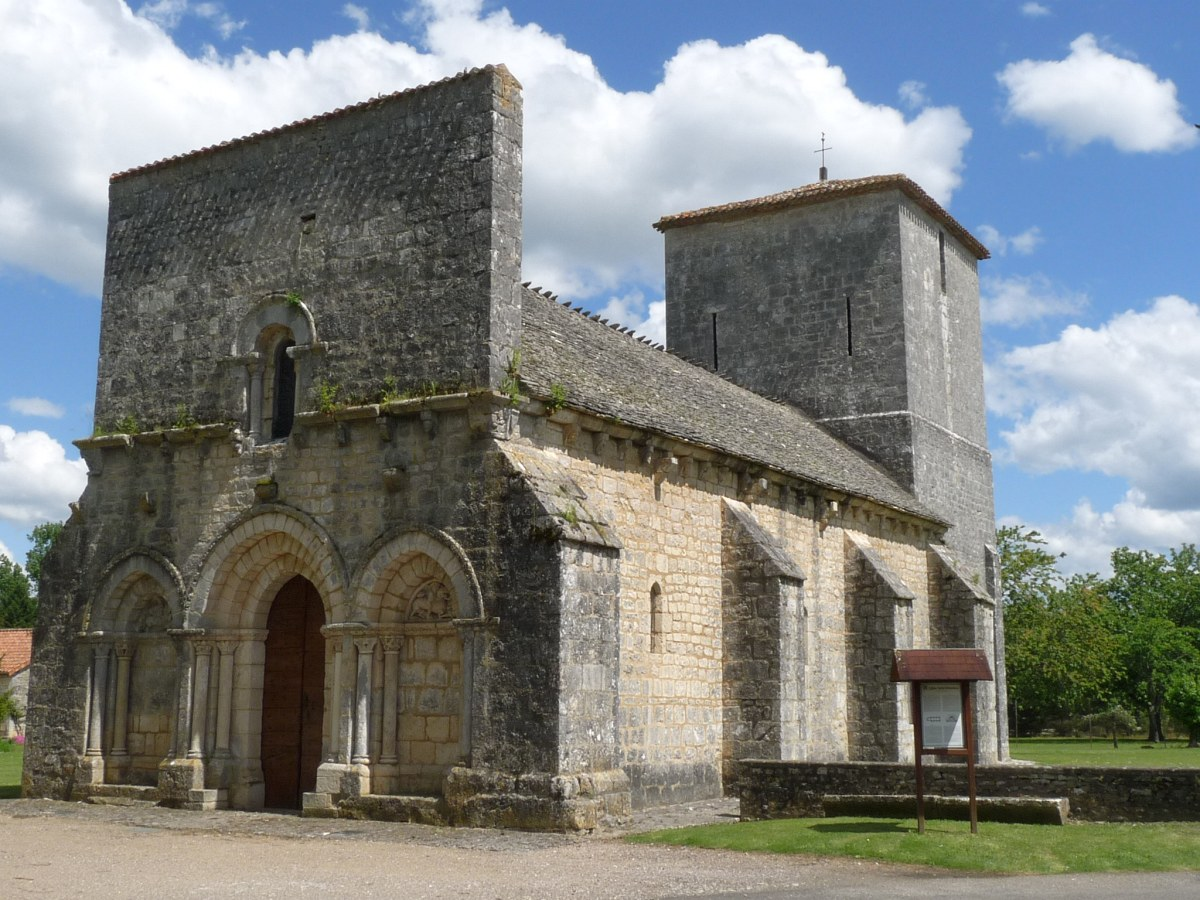
Церковь Сен-Себастьен
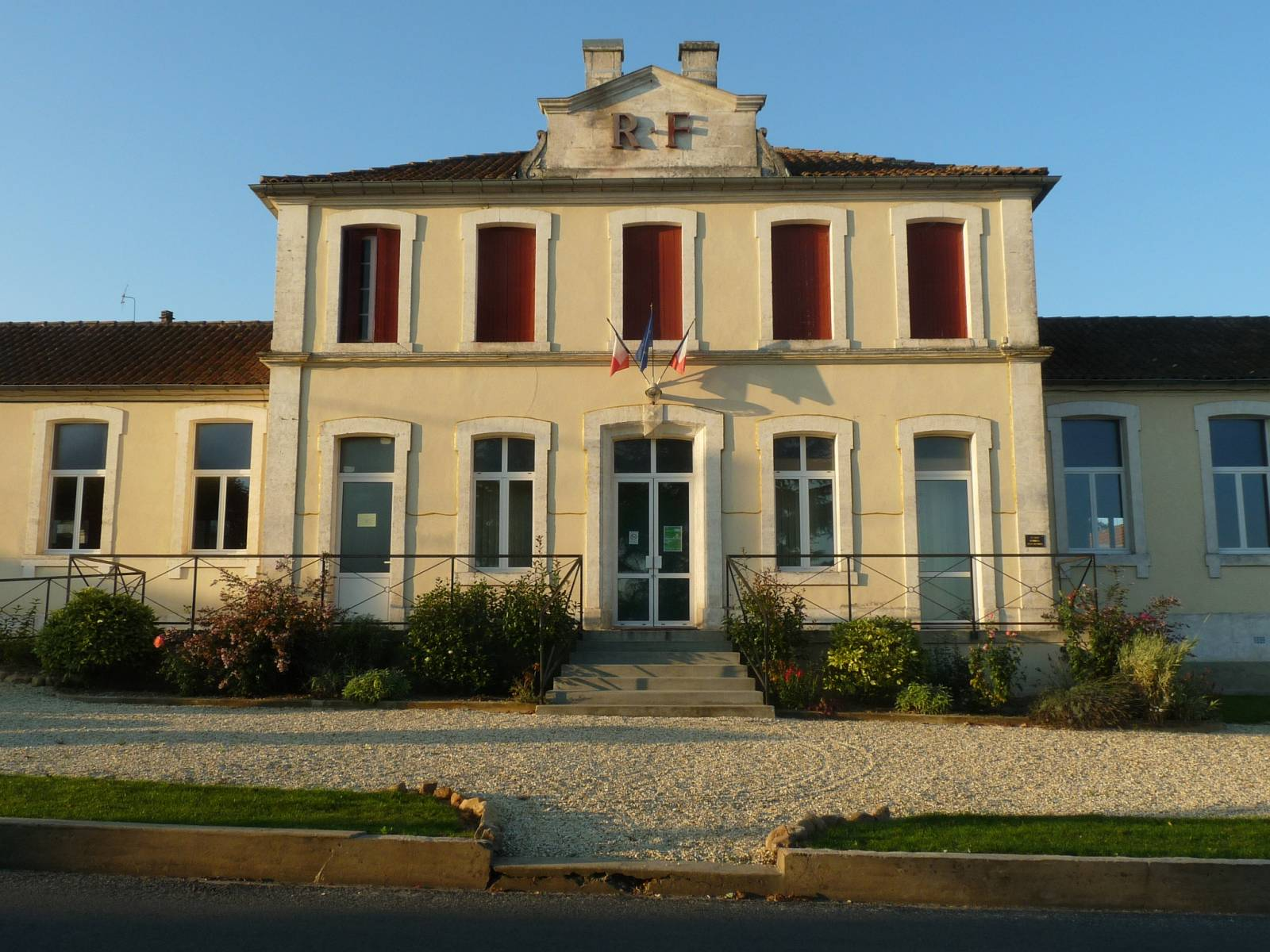
Мэрия
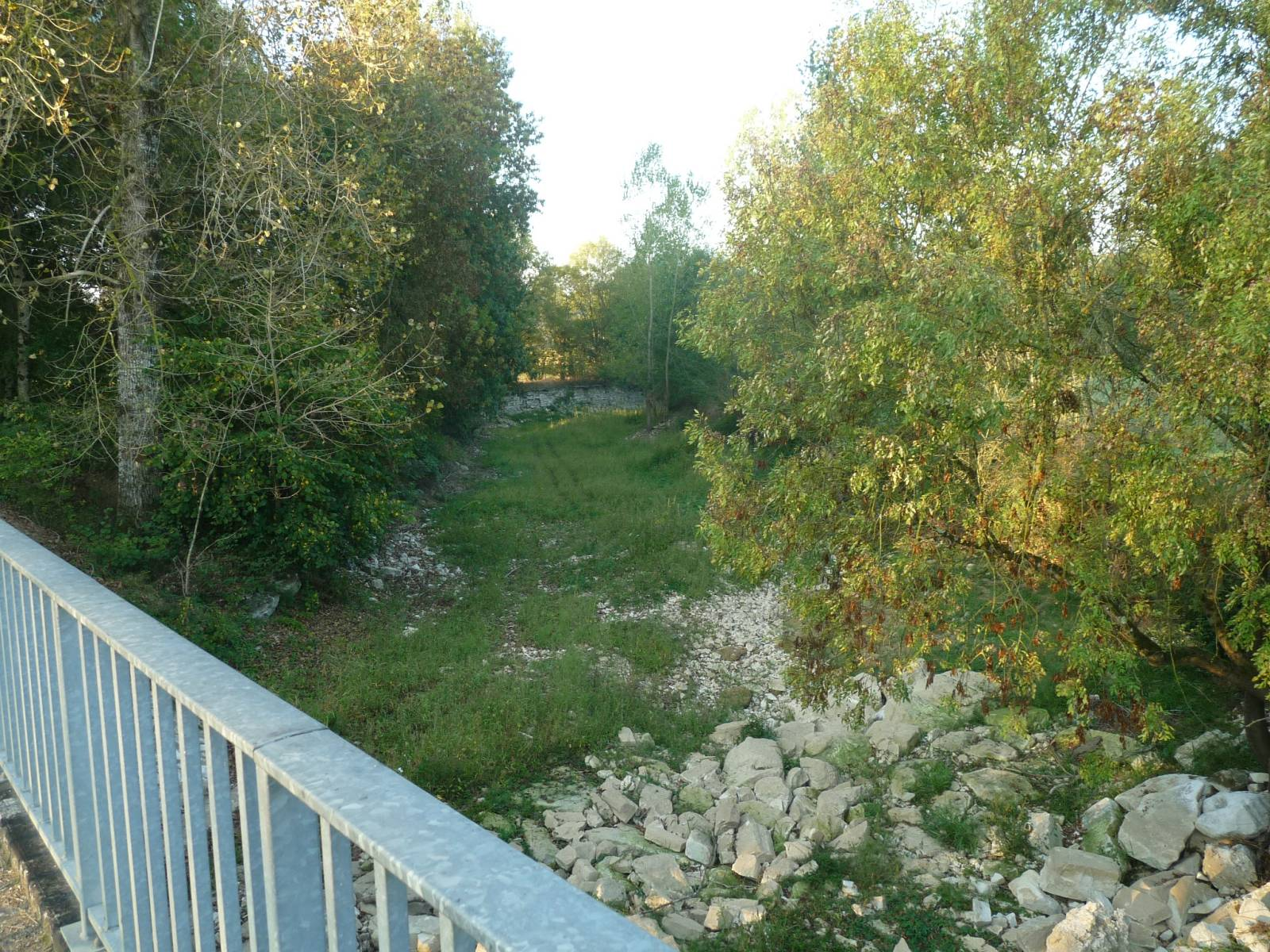
Река Тардуар